# وایلبورگ
شهر وایلبورگ (به آلمانی: Weilburg) در ایالت هسن در کشور آلمان واقع شده‌است.

## نگارخانه

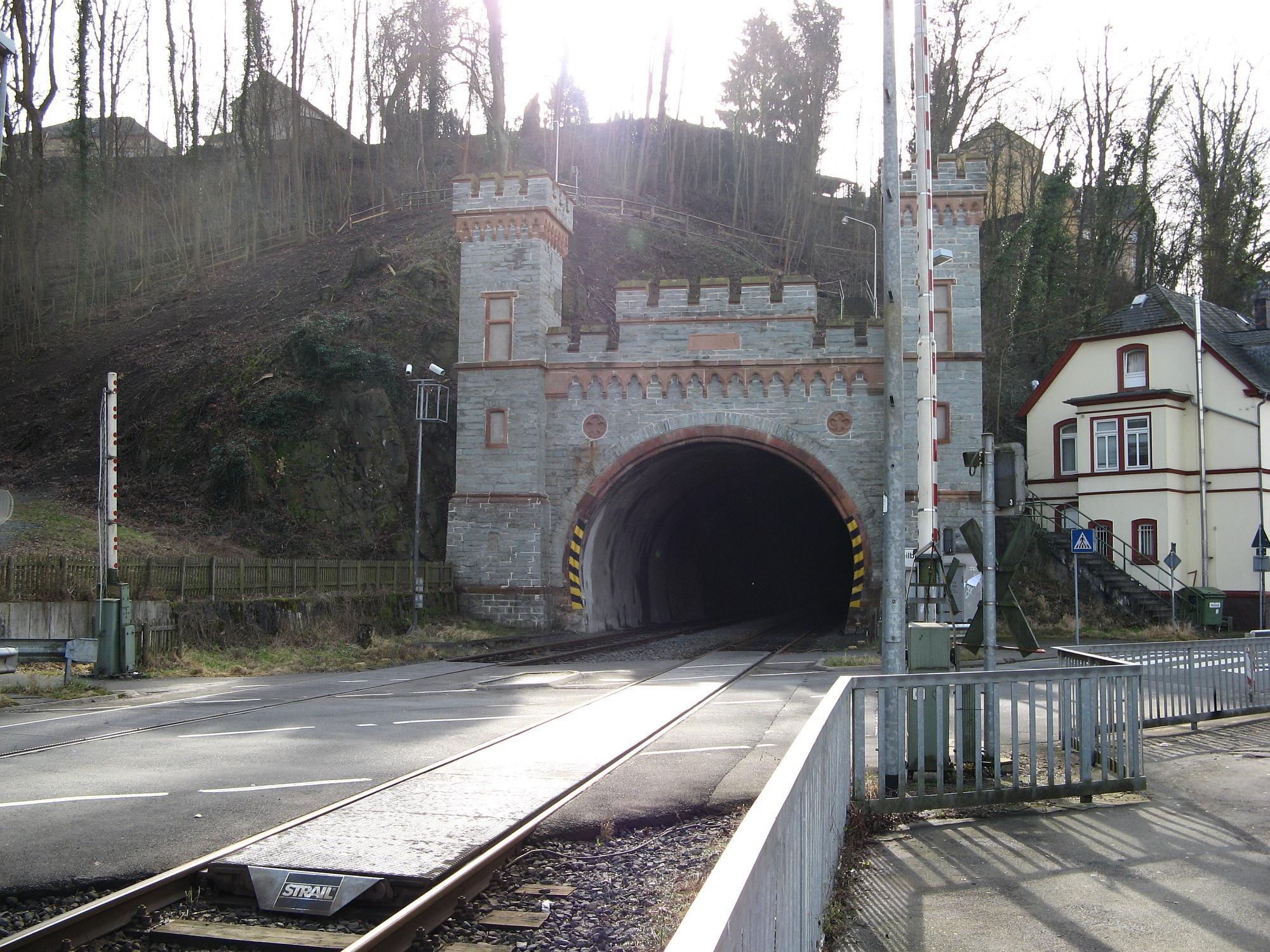
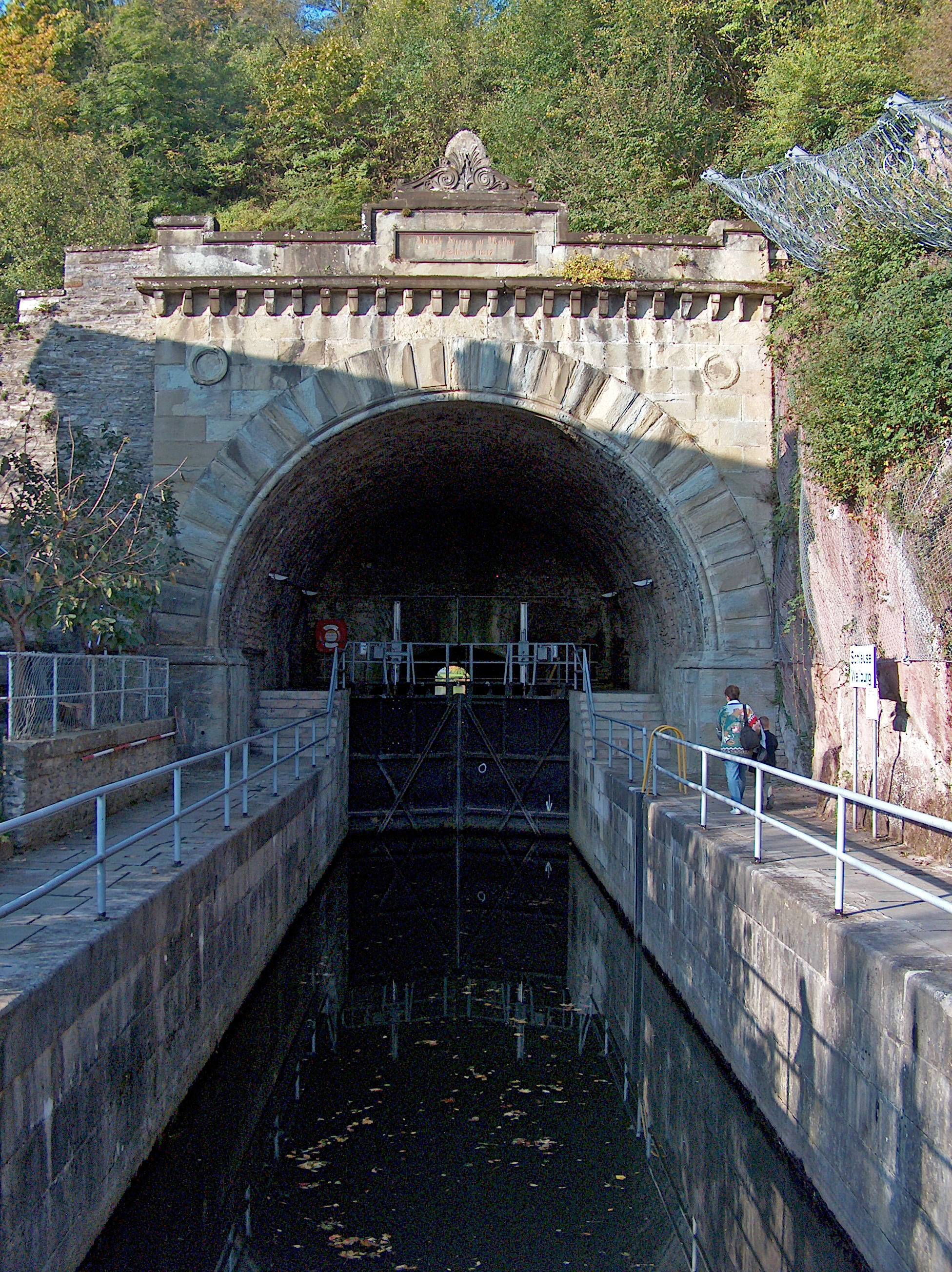
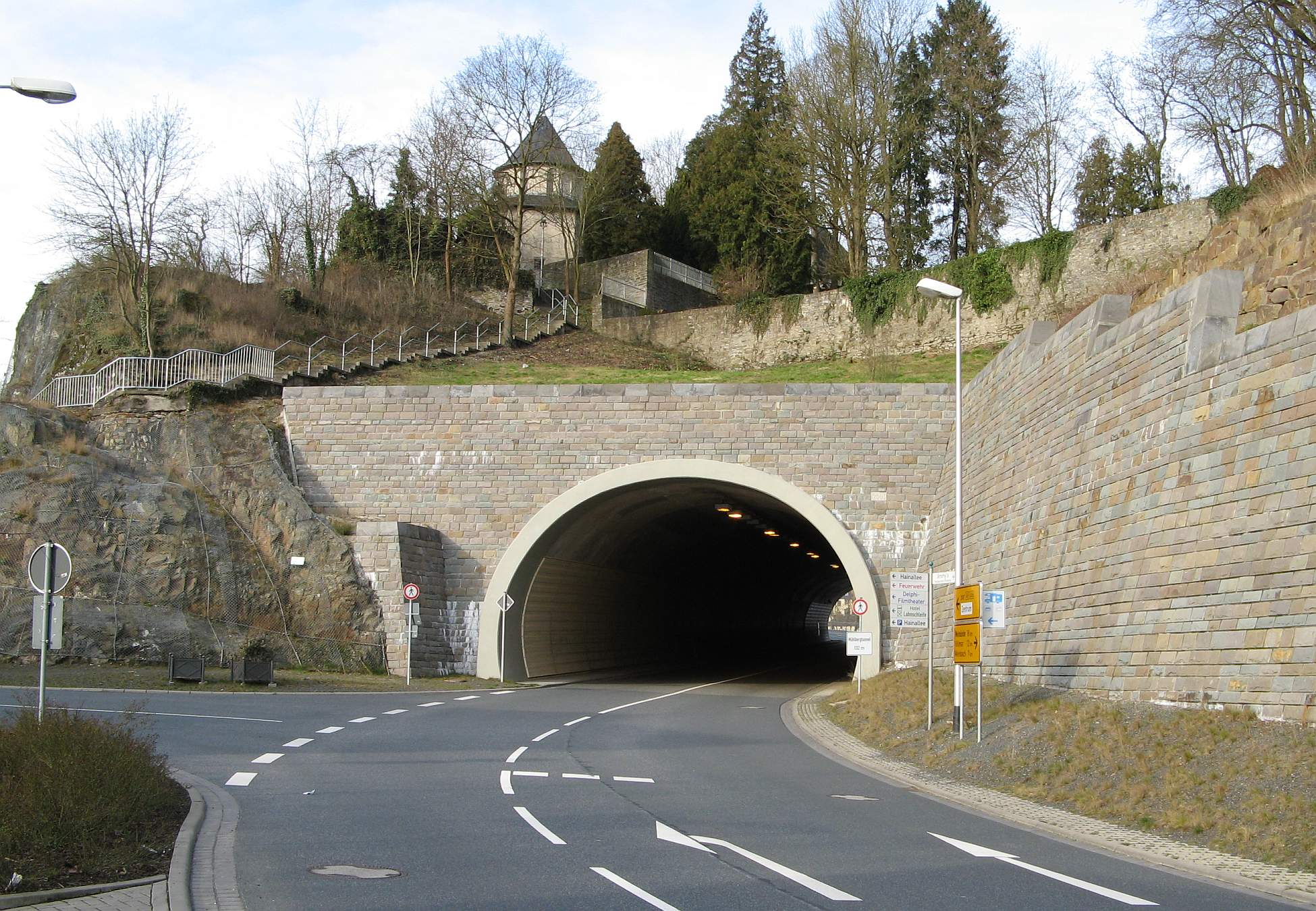